# Надпревара в комични костюми
„Надпревара в комични костюми“ (на английски: Comic Costume Race) е британски късометражен документален ням филм, заснет през 1896 година от продуцента и режисьор Робърт Уилям Пол.

## Продукция
Снимките на филма протичат на 14 юли 1896 година по време на спортния ден на Мюзик Хол в Херн Хил, Лондон. Спортния ден е бил ежегодно събитие, включващо различни видове надпревари като състезание с яйца и лъжици и състезание на три крака. Филмът е най-добре запазената до наши дни картина, заснета по време на спортния ден на Мюзик Хол. В него се виждат група спортисти, облечени в странни, комични костюми, които се състезават. Не е известно обаче, кои точно са участниците в надпреварата.

## Реализация
На 23 ноември 1896 година, Пол прожектира филма в Уиндзор и по този начин успява да запознае и привлече вниманието на кралското семейство към изкуството, което прави.
„Надпревара в комични костюми“ служи като основа за заснемането на други филми на подобна тематика по време на спортния ден на Мюзик Хол през следващите години.